# Sibilla di Sassonia-Lauenburg
Sibilla di Sassonia-Lauenburg (Ratzeburg, 21 gennaio 1675 – Ettlingen, 10 luglio 1733) è stata una principessa sassone.

## Biografia
Francesca Sibilla Augusta era la figlia minore del duca Giulio Francesco di Sassonia-Lauenburg e della principessa Edvige del Palatinato-Sulzbach.
Nacque nel castello di Ratzeburg e successivamente nel 1676 la famiglia si trasferì a Schlackenwerth in Boemia dove lei e la sorella Anna Maria Francesca trascorse la giovinezza. Nel 1681 rimasero orfane di madre ma il loro padre non si risposò.
Le due principesse rappresentavano l'unica prole legittima del duca, che morì nel 1698. Le leggi della Sassonia-Lauenburg consentivano in teoria la successione per via femminile del ducato, tuttavia l'estinzione del ramo maschile degli Ascanidi accesero violenti scontri militari tra vari principi confinanti riguardo all'eredità del ducato.
Venne data in moglie al margravio Luigi Guglielmo di Baden-Baden che sposò a Raudnitz il 27 marzo 1690.

## Discendenza
Diede al marito nove figli:
- Leopoldo Guglielmo (1694-Günsburg, 1695);
- Carlo Giuseppe (Augusta, 1697-Schlackenwerth, 1703);
- Carlotta (Günsburg, 1696-1700);
- Guglielmina (Schlackenwerrth, 1700-Schlackenwerth, 1702);
- Luisa (Norimberga, 1701-1707);
- Luigi Giorgio (Baden, 7 giugno 1702-Rastatt, 22 ottobre 1761), margravio di Baden-Baden;
- Guglielmo Giorgio (Aschaffenburg, 1703-Baden, 1709);
- Augusta Maria Giovanna (Aschaffenburg, 10 novembre 1704-Parigi, 8 agosto 1726), andata sposa al duca Luigi d'Orleans;
- Augusto Giorgio (Rastatt, 14 gennaio 1706-Rastatt, 21 ottobre 1771), margravio di Baden-Baden.

## Ascendenza
|                                           |                                 |                                      | Genitori                            |  |  | Nonni |  |  | Bisnonni                           |  |  | Trisnonni                         |  |
|                                           |                                 |                                      |                                     |  |  |       |  |  | Francesco II di Sassonia-Lauenburg |  |  | Francesco I di Sassonia-Lauenburg |  |
|                                           |                                 |                                      |                                     |  |  |       |  |  | Francesco II di Sassonia-Lauenburg |  |  | Francesco I di Sassonia-Lauenburg |  |
|                                           |                                 | Sibilla di Sassonia                  |                                     |  |  |       |  |  | Francesco II di Sassonia-Lauenburg |  |  |                                   |  |
| Giulio Enrico di Sassonia-Lauenburg       |                                 |                                      |                                     |  |  |       |  |  | Francesco II di Sassonia-Lauenburg |  |  |                                   |  |
|                                           |                                 | Maria di Brunswick-Wolfenbüttel      | Giulio di Brunswick-Lüneburg        |  |  |       |  |  |                                    |  |  |                                   |  |
|                                           |                                 | Maria di Brunswick-Wolfenbüttel      | Giulio di Brunswick-Lüneburg        |  |  |       |  |  |                                    |  |  |                                   |  |
|                                           |                                 | Maria di Brunswick-Wolfenbüttel      | Edvige di Brandeburgo               |  |  |       |  |  |                                    |  |  |                                   |  |
| Giulio Francesco di Sassonia-Lauenburg    |                                 | Maria di Brunswick-Wolfenbüttel      |                                     |  |  |       |  |  |                                    |  |  |                                   |  |
|                                           |                                 | Guglielmo von Popel-Lobkowicz        | Giovanni IV von Lobkowicz           |  |  |       |  |  |                                    |  |  |                                   |  |
|                                           |                                 | Guglielmo von Popel-Lobkowicz        | Giovanni IV von Lobkowicz           |  |  |       |  |  |                                    |  |  |                                   |  |
|                                           |                                 | Guglielmo von Popel-Lobkowicz        | Elisabeth von Roggendorf            |  |  |       |  |  |                                    |  |  |                                   |  |
| Anna Maddalena von Popel-Lobkowicz        |                                 | Guglielmo von Popel-Lobkowicz        |                                     |  |  |       |  |  |                                    |  |  |                                   |  |
|                                           |                                 | …                                    | …                                   |  |  |       |  |  |                                    |  |  |                                   |  |
|                                           |                                 | …                                    | …                                   |  |  |       |  |  |                                    |  |  |                                   |  |
|                                           |                                 | …                                    | …                                   |  |  |       |  |  |                                    |  |  |                                   |  |
| Sibilla di Sassonia-Lauenburg             |                                 | …                                    |                                     |  |  |       |  |  |                                    |  |  |                                   |  |
|                                           | Augusto del Palatinato-Sulzbach | Filippo Luigi del Palatinato-Neuburg |                                     |  |  |       |  |  |                                    |  |  |                                   |  |
|                                           | Augusto del Palatinato-Sulzbach | Filippo Luigi del Palatinato-Neuburg |                                     |  |  |       |  |  |                                    |  |  |                                   |  |
|                                           | Augusto del Palatinato-Sulzbach | Anna di Jülich-Kleve-Berg            |                                     |  |  |       |  |  |                                    |  |  |                                   |  |
| Cristiano Augusto del Palatinato-Sulzbach | Augusto del Palatinato-Sulzbach |                                      |                                     |  |  |       |  |  |                                    |  |  |                                   |  |
|                                           |                                 | Edvige di Holstein-Gottorp           | Giovanni Adolfo di Holstein-Gottorp |  |  |       |  |  |                                    |  |  |                                   |  |
|                                           |                                 | Edvige di Holstein-Gottorp           | Giovanni Adolfo di Holstein-Gottorp |  |  |       |  |  |                                    |  |  |                                   |  |
|                                           |                                 | Edvige di Holstein-Gottorp           | Augusta di Danimarca                |  |  |       |  |  |                                    |  |  |                                   |  |
| Edvige del Palatinato-Sulzbach            |                                 | Edvige di Holstein-Gottorp           |                                     |  |  |       |  |  |                                    |  |  |                                   |  |
|                                           |                                 | Giovanni VII di Nassau-Siegen        | Giovanni VI di Nassau-Dillenburg    |  |  |       |  |  |                                    |  |  |                                   |  |
|                                           |                                 | Giovanni VII di Nassau-Siegen        | Giovanni VI di Nassau-Dillenburg    |  |  |       |  |  |                                    |  |  |                                   |  |
|                                           |                                 | Giovanni VII di Nassau-Siegen        | Elisabetta di Leuchtenberg          |  |  |       |  |  |                                    |  |  |                                   |  |
| Amalia di Nassau-Siegen                   |                                 | Giovanni VII di Nassau-Siegen        |                                     |  |  |       |  |  |                                    |  |  |                                   |  |
|                                           |                                 | Maddalena di Waldeck                 | Filippo IV di Waldeck               |  |  |       |  |  |                                    |  |  |                                   |  |
|                                           |                                 | Maddalena di Waldeck                 | Filippo IV di Waldeck               |  |  |       |  |  |                                    |  |  |                                   |  |
|                                           |                                 | Maddalena di Waldeck                 | Jutta di Isenburg                   |  |  |       |  |  |                                    |  |  |                                   |  |
|                                           |                                 | Maddalena di Waldeck                 |                                     |  |  |       |  |  |                                    |  |  |                                   |  |